# Syzeuctus fulvipalpis
Syzeuctus fulvipalpis är en stekelart som först beskrevs av Cameron 1906.  Syzeuctus fulvipalpis ingår i släktet Syzeuctus och familjen brokparasitsteklar. Inga underarter finns listade i Catalogue of Life.